# Trophime Bigot
Trophime Bigot (1579, Arles – 1650, Avinhão), Foi um pintor barroco francês, conhecido como o “mestre da vela”.

## Biografia
Trophime Bigot nasceu em Arles, lugar onde receberia sua formação artística. Em 1620 vai para a Itália, onde passa muitos anos em Roma, e em 1634 retorna a Arles, onde realiza os quadros São Lourenço Condenado ao Suplício e uma Assunção da Virgem.
Entre 1638 e 1642, viveu em Aix-en-Provence, onde pintaria outra Assunção da Virgem. Retorna a Arles, e desde então, divide as suas atividades entre sua cidade natal e Avinhão, onde morreu em 1650.

## Obras
É considerado como o “Mestre da Vela”, devido aos seus numerosos quadros banhados por uma luz frágil em cenas geralmente de aspecto noturno, resultando em um sutil efeito de fortes constrastes (chiaroscuro), num estilo próximo principalmente ao de Georges de La Tour, e de forte alusão a Caravaggio. No entanto, não é segura a atribuição de quarenta obras consideradas de sua autoria, distribuídas por vários museus, apesar das características peculiares do seu estilo artístico.
Foram atribuídas às seguintes obras atualmente existentes: 
- São Sebastião cuidado por Santa Irene (Bordéus, Museu de Belas Artes)
- Jovem com uma vela (Roma, Palazzo Doria Pamphilj)
- São Jerônimo (Roma, Palazzo Corsini alla Lungara)
- São Lourenço (Arles, Igreja de São Cesário) [1]